# Mirrors (Young Guns)
Mirros è l'EP di debutto della band inglese degli Young Guns.

## Tracce
1. Daughter of the Sea – 3:49
2. Weight of the World – 4:10
3. There Will Be Rain – 3:25
4. In the Night – 4:25